# Eryx jaculus
Eryx jaculus là một loài rắn trong họ Boidae. Loài này được Linnaeus mô tả khoa học đầu tiên năm 1758.

## Hình ảnh

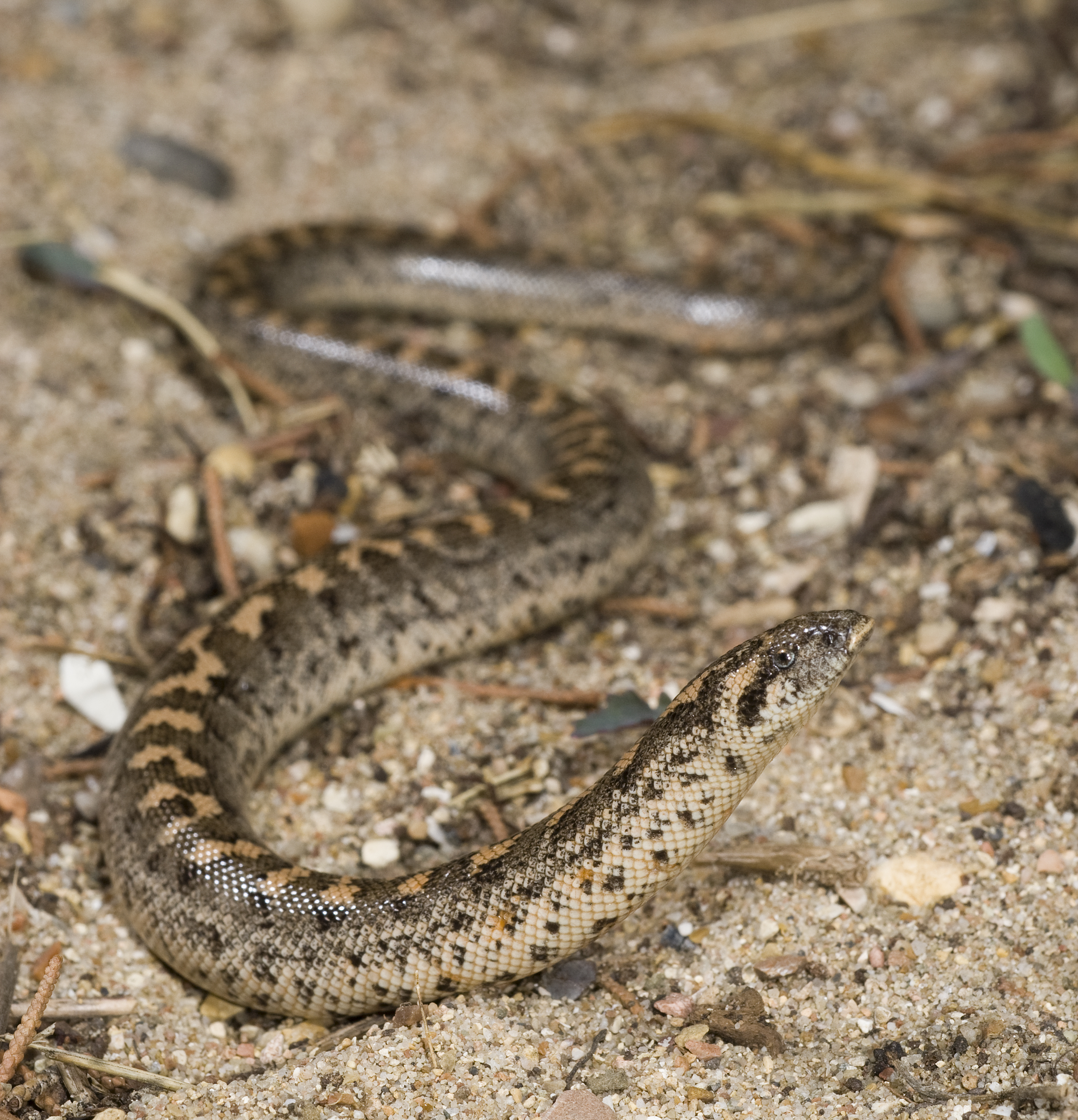
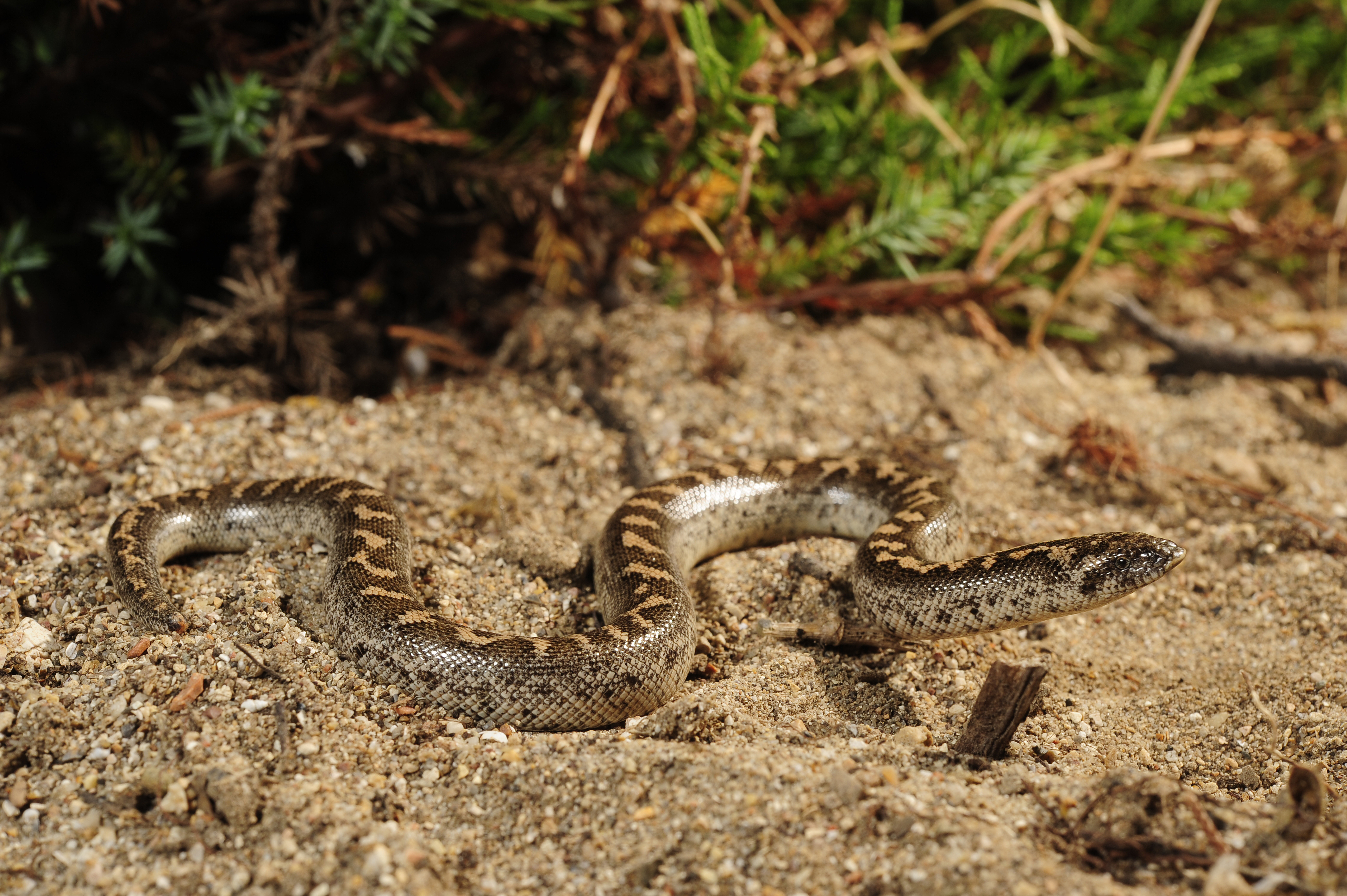
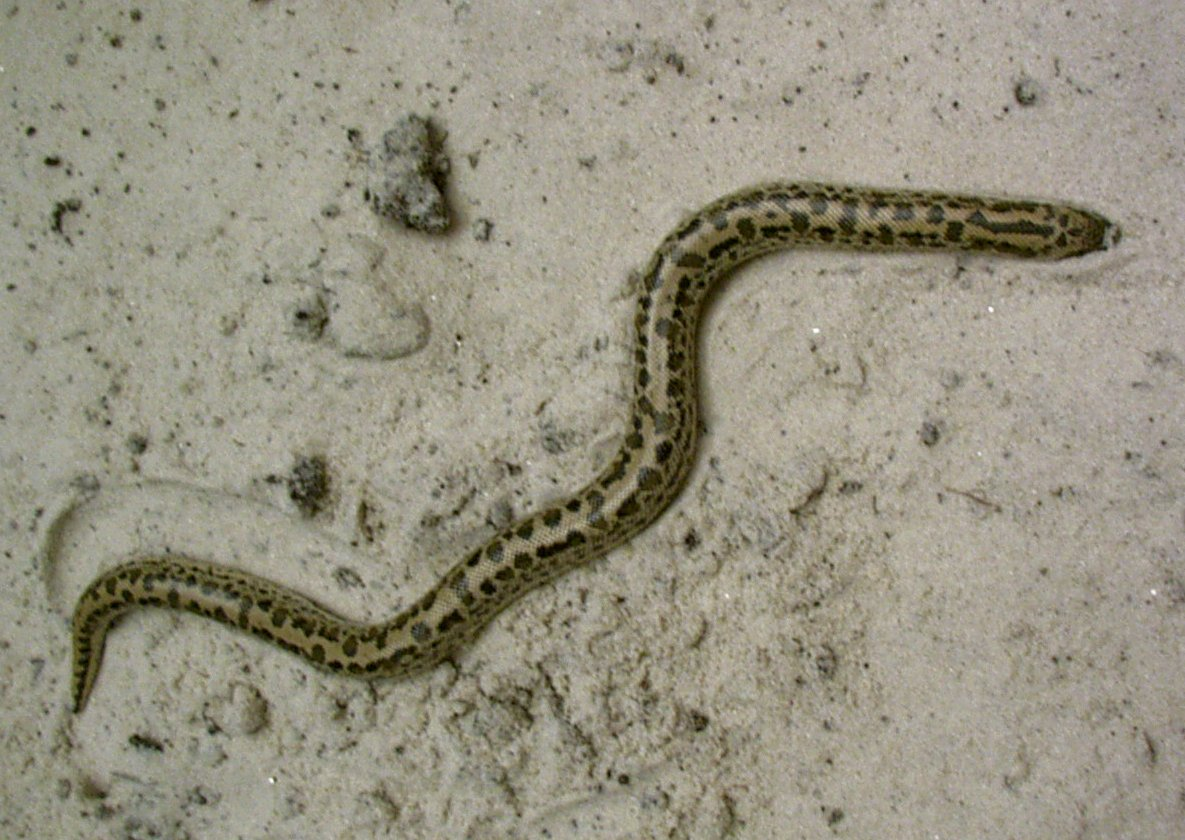
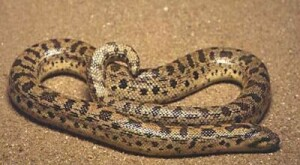